# النسوية في إيطاليا
نشأت الحركة النسوية الإيطالية خلال عصر النهضة الإيطالية، وكانت بدايتها في نهايات القرن الثالث عشر. وقد وضعت بعض الكتبات الإيطاليات نظريات تدعم المساواة بين الجنسين، مثل: كريستين دي بيزان، موديراتا فونت ولوكريزيا مارينيللا وغيرهن. وعلى النقيض من الحركات النسائية في فرنسا والمملكة المتحدة، ركزت الحركة النسوية الإيطالية في بدايتها على حق التعليم وتحسين الأوضاع الاجتماعية.
وقد مرت الحركة النسائية الإيطالية بانتكاسة في ظل الحكومة الفاشية لبينيتو موسوليني في النصف الأول من القرن العشرين مع الأيديولوجية الفاشية التي تجعل من الإنجاب واجباً على المرأة، ثم عادت لتنهض في فترة ما بعد الحرب مع زيادة النشاط في قضايا مثل الطلاق والإجهاض خلال السبعينات. وقد أصبحت النسوية الإيطالية مؤخراً أكثر بروزاً، لا سيما في عهد رئيس الوزراء سيلفيو برلسكوني الذي شهد ارتفاع الأصوات التي تحتج على تشييئ المرأة في البرامج التلفزيونية والسياسة.

## التاريخ

### النهضة والحركة النسائية الحديثة المبكرة
طالما ناهض المفكرون النسويون تقاليد العصور الوسطى وما قبلها، لتصبح الإنسانية هي المذهب الذي ينظرون عن طريقه للسياسة والعلوم والفنون وغيرها من الميادين. وقد نحت الإنسانية جانباً المفهوم المسيحي السائد في العصورة الوسطى الذي وضع المواطنين العاديين في مرتبة أدنى من مرتبة رجال الدين، وأصبح رجل النهضة نموذجاً للمحاكاة.
وبينما كان العدد الأكبر من مفكري النهضة ضد الحركة النسائية، كان هناك عدد قليل من النساء اللواتي بدأن الحركة لتغيير التقاليد التي تفرض على المرأة الخضوع للرجل. في عام 1404، ألفت كريستين دي بيزان كتابها «مدينة السيدات» التي تصف فيها المرأة بأنها مساوية للرجل وليست أدنى منه مكانةً؛ فقد قالت أن النبل والدناءة لا تحددان تبعاً لجنس الشخص ونوعه بل بكمال السلوك والفضائل. ومع ذلك فقد زعمت أن الرجال قد خلقوا للحُكم والنساء ليصبحن تابعات لهم.
شهد عصر النهضة تطور التعليم العالي وإنشاء العديد من الجامعات التي لم تلتحق بها النساء. بعض النساء كن محظوظات بالشكل الكافي ليتمكنّ من تلقي التعليم بأنفسهن، أو كان لديهن أب سمح لهن بالتعلم عن طريق الدروس الخصوصية. ورجال النهضة القلة الذين دعموا التعليم رأوا فيه وسيلة لإكسابهن الفضائل وجعلهن أكثر طاعة لأزواجهن.
وعلى الرغم من أن كثيراً من النساء قد نجحن في ترك بصمتهن وأصبحن ذوات ملحوظية في نطاقهن المحلي. وخارج نطاق الدير -حيث قبعت النساء في العصورة الوسطى- خرجت النساء المتعلمات إلى الساحة العلمانية الفكرية. ومن عصر النهضة حتى العصور الحديثة المبكرة قمن بعمل صالونات يلتقي فيها الرجال والنساء للنقاش في الأدب والسياسة. وفي نهاية القرن الـ16 وبداية القرن الـ17 أثبت الكاتبات ذواتهن وعدتهن الثقافة المعاصرة زوجات وأمهات متعلمات يقفن على قدم المساواة مع شركائهن في صالونات النقاش. وفي نهاية عصر النهضة، كانت الإيطاليات المتعلمات تكتبن في كافة الأنواع من أدب الرسائل والشعر والحوارات وحتى اللاهوت.

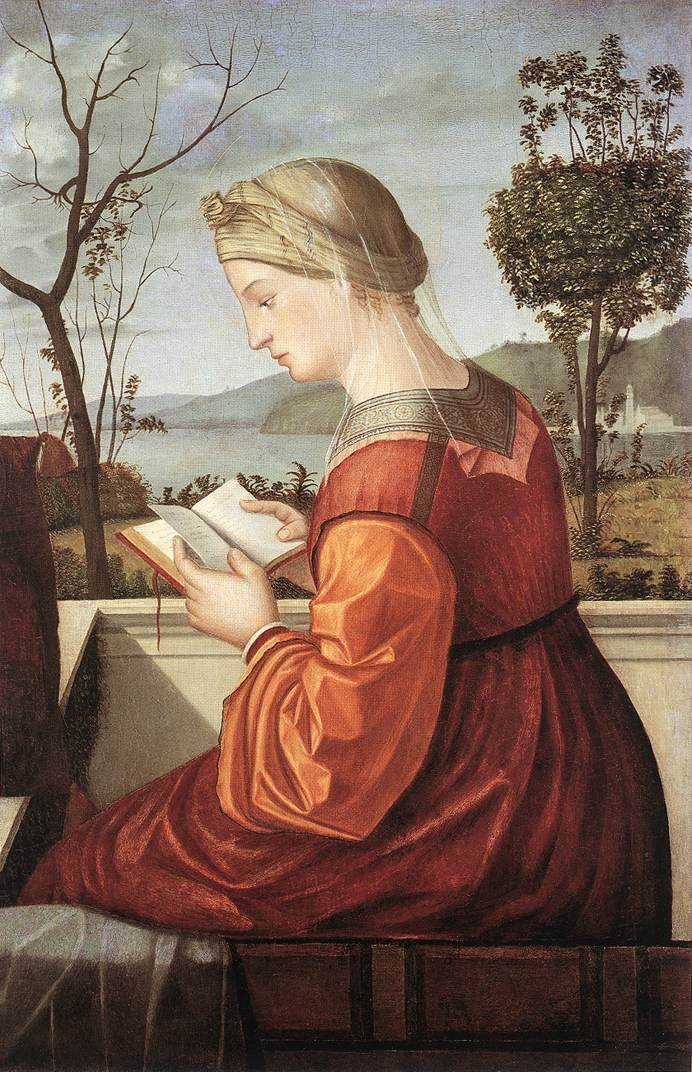
لوحة لفتاة تقرأ للفنان الإيطالي فيتوري كارباتشيو (1505–10)
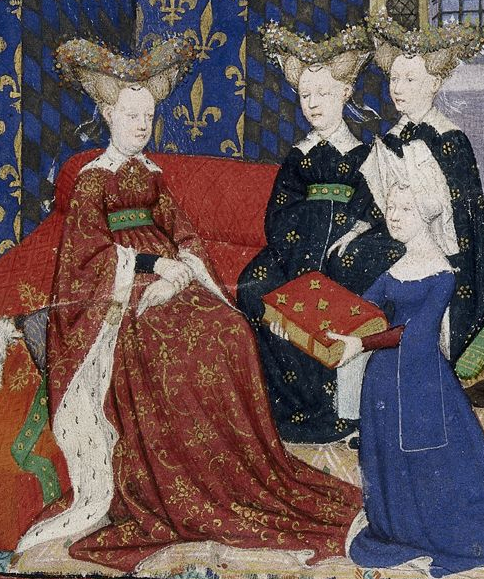
كريستين دي بيزان وإيزابو البافارية ملكة فرنسا
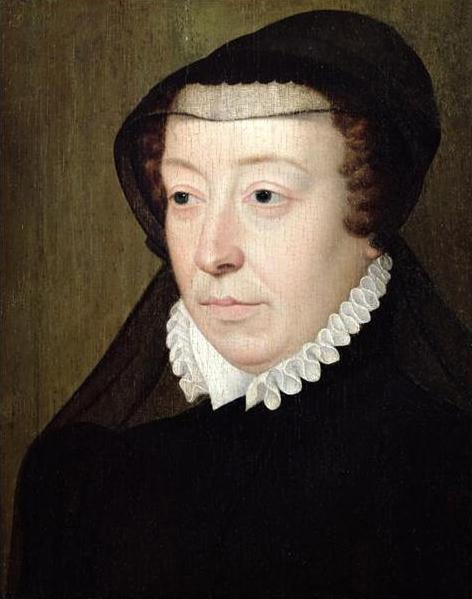
كاترين دي ميديشي زوجة ملك فرنسا هنرى الثانى الذى حكم في الفترة من (1547-1559)، وهي أيقونة في السياسة الأوروبية
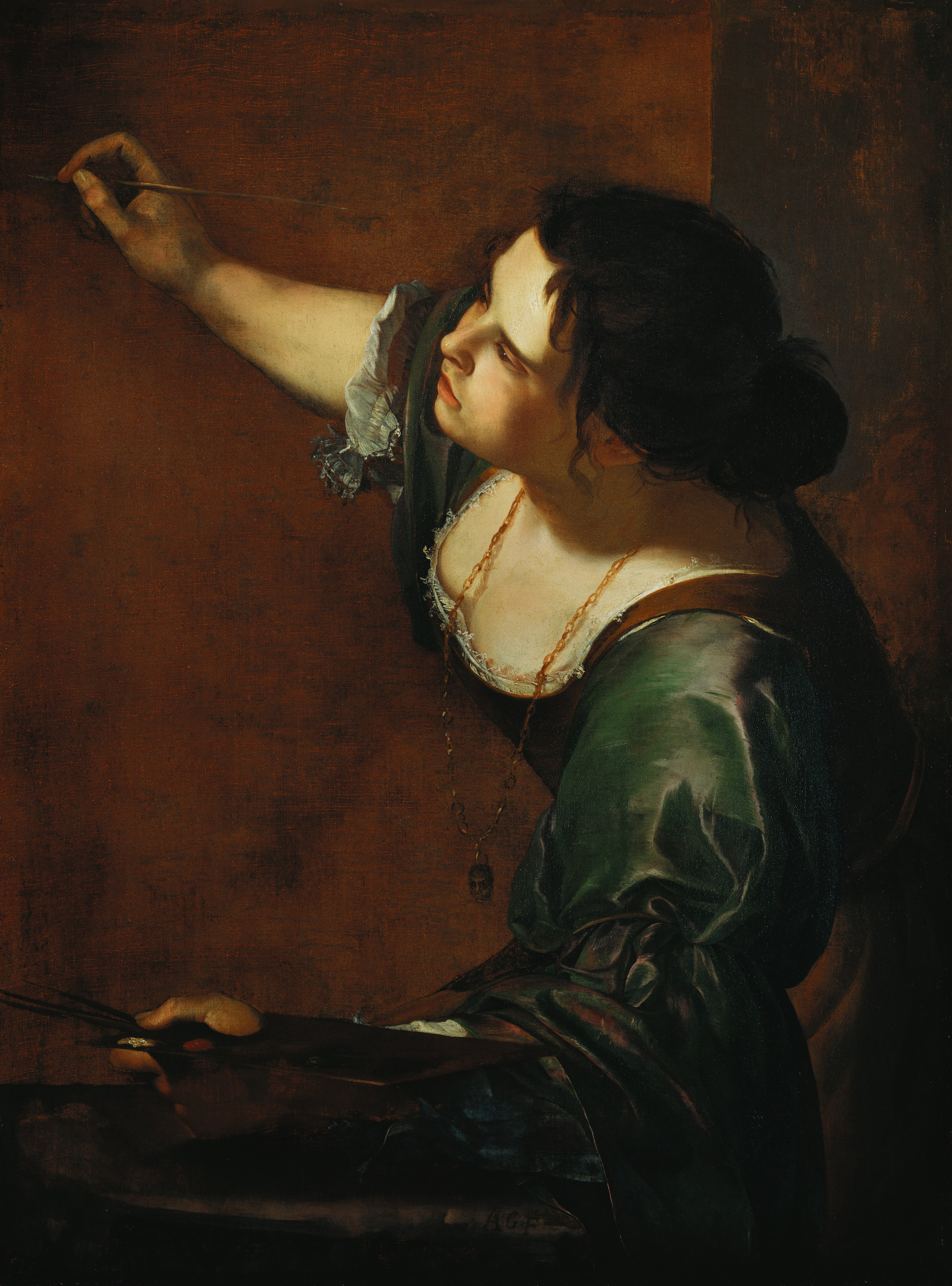
لوحة للفنانة أرتيميسا جنتلسكي

### القرن التاسع عشر

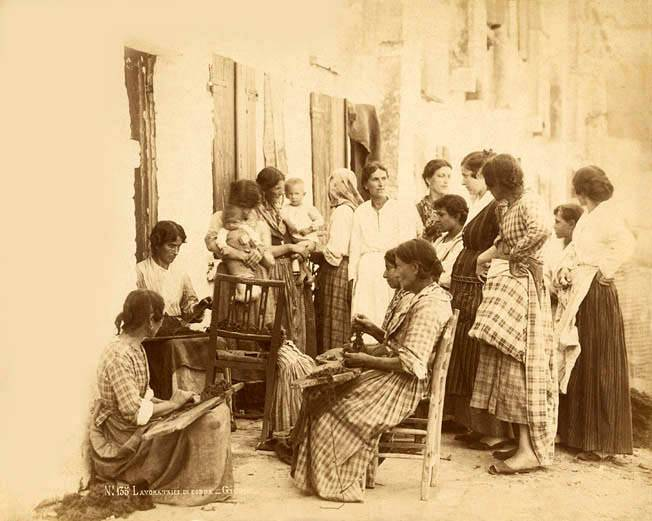
سيدات إيطاليات عاملات 1900

نظراً لانتماء معظم الإيطاليات في ذلك الوقت إلى طبقى الفلاحين، كانت أغلبهن أميات، أما النساء اللواتي استطعن القراءة والكتابة عن النسوية من مختلف الجوانب، فكنّ معزولات. وقد تطلب اكتساب مؤيدات لقضايا المرأة جذب النساء من مختلف طبقات المجتمع. وفي بدايات القرن الـ19 شرعت السيدات المبادرات بالوصول إلى سيدات الطبقة المتوسطة عن طريق الإعلام المطبوع كالكتب والدوريات.
وقد مهد قانون كاستاني 1859 لنظام تدريبي للشابات للعمل كمُعلمات في المدارس الحكومية، وأصبحت النساء العمود الفقري للنظام التعليمي في إيطاليا، وانضممن إلى رابطة المعلمين؛ فاكتسبن خبرة في الدفاع عن حقوقهن كالأجور وظروف العمل.
أحدثت آنا ماريا موزوني حركة نسائية واسعة النطاق في إيطاليا عن طريق كتابها «المرأة وعلاقاتها الاجتماعية» الصادر عام 1864. النساء اللواتي شاركن في النضال لم تكنّ راضيات عن عدم المساواة في القانون المدني الجديد لجمهورية إيطاليا. رفعت موزوني الوعي بانعدام العدالة والتمييز ضد المرأة في قانون الأسرة الإيطالي. شنت موزوني حملة ضد تعامل الدولة مع الدعارة، وقد ترجمت كتاب جون ستيوارت ميل «استعباد النساء» (On the Subjugation of Women) إلى الإيطالية. ولتعزيز حق المرأة في التصويت؛ أنشأت موزوني مجلساً لدعم حقوق المرأة في ميلان.
شهد عام 1865 المساواة بين الجنسين في الميرااث، وإعطاء المرأة المتزوجة الحق في الوصاية على أبنائها وأموالها إذا هجرها زوجها.
ابتداء من عام 1868 وفي عمر الـ16 شرعت آلايدا جيلبيرتا بيكاري في نشر مجلة «النساء» في فينيسيا. قضت بيكاري فترة السبعينات والثمانينات في التوعية بالنسوية، ونشرت المجلة أخبار النسويات، كالمكتسبات الاجتماعية والسياسية التي جنتها النساء في فرنسا والولايات المتحدة الأمريكية وبريطانيا العظمى. وكان قراؤها في ازدياد، ومن ضمنهم المشرعون والمعلمون الذكور. وفي عام 1877 ألهمت سلسلة من مقالات تدور موضوعاتها حول الإصلاح 3000 امرأة لتوقيع عريضة لمنح المرأة حق التصويت.
وقد التحقت النساء بالجامعات الإيطالية في 1876.
عام 1877 تمكنت المرأة من الإدلاء بشهادتها في القضايا القانونية.
نظم المؤتمر الوطني الأول للنسوية بواسطة بير لا دونا عام 1911، نادى فيه الحضور بحقوق المرأة فيما يخص الطلاق، وبالتوسع في إنشاء المدارس غير الدينية.
عام 1919 منحت النساء المتزوجات في إيطاليا حقهن في ذمة مالية مستقلة، وفتحت مكاتب عامة للنساء.

### النساء في إيطاليا الفاشية

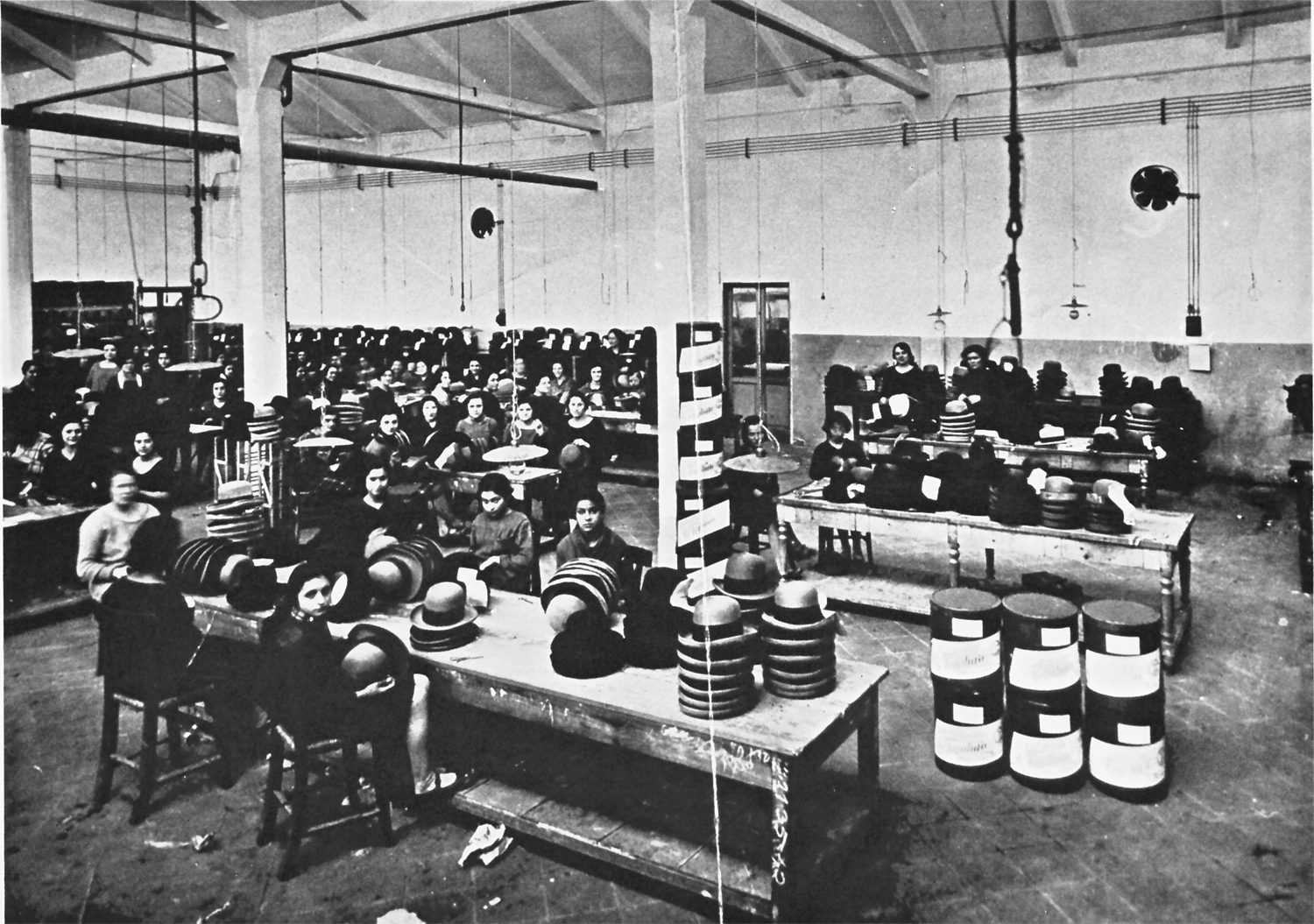
نساء تعملن في مصنع للقبعات 1920

تلقت الحركة النسوية ضربة كبيرة بعد صعود بينيتو موسوليني للسلطة، كان عصر الفاشية ضد النسوية بشكل عام؛ فعلى سبيل المثال، جعلت الأيديولوجية الفاشية من الإنجاب فرضاً على المرأة. ومع هذا، حصلت النساء عام 1925 على حق التصويت، لكنه كان مقتصراً على الانتخابات المحلية. بينما حصلن على حق الاقتراع الكامل عام 1945.

### النسوية الإيطالية بعد الحرب
كغيرها من البلدان، بدأت الجمعيات النسوية في البزوغ في إيطاليا عام 1970 كجزء من الموجة الثانية، كجمعية «ثورة النساء» الذي قام في روما وميلان بواسطة كارلا لونزي، ونشر بياناً له.
عام 1975 تم تعديل قانون الأسرة في إيطاليا لعدم اعتبار الزنا جريمة، واعتبار الزوج والزوجة متساويين بحكم القانون، على وجه التحديد نص قانون رقم 151/1975 على المساواة بين الجنسين في إطار الزواج وإلغاء الهيمنة القانونية للزوج. شملت الإصلاحات القانونية عام 1975 أيضاً إلغاء التمييز ضد الأطفال الذين لم يولدوا داخل إطار الزواج.
شهد عام 1981 إلغاء القانون الإيطالي الذي ينص على عقوبات مخففة في حالات جرائم الشرف، وكان نص القانون 587 كالتالي: «من يتسبب في قتل زوجته أو ابنته أو أخته في حال ضبطها في علاقة جنسية غير شرعية؛ ونظراً للعاطفة الناجمة عن انتهاك شرفه أو شرف عائلته، تتم معاقبته لفترة تتراوح ما بين ثلاثة إلى سبعة أعوام، ونفس العقوبة تطبق على من يقتل الشخص المتورط في العلاقة الجنسية غير الشرعية مع زوجته أو ابنته أو أخته».
في روما عام 1992، تم اتهام مدرب قيادة سيارات بالغ من العمر 45 عاماً بالاغتصاب؛ حيث اصطحب فتاة تبلغ من العمر 18 عاماً في أولى دروسها لتعلم القيادة، واغتصبها لمدة ساعة، ثم هددها بقتلها إن أخبرت أحداً بذلك، وقد أخبرت والديها بالفعل وقاموا بمساعدتها. وتم الحكم عليه، لكن المحكمة الإيطالية العليا قامت بإلغاء الحكم عام 1998؛ نظراً لأن الضحية كانت ترتدي سروالاً ضيقاً من الجينز، واحتجت بأنه لا بد أن الضحية قد ساعدت الجاني في خلع السروال؛ ليتم الفعل بالتراضي بينها. ذكرت المحكمة العليا أنه من المتعارف عليه أن يتم خلع سروالاً ضيقً من الجينز ولو جزئياً بدون مساعدة الشخص الذي يرتديه. أثار هذا الحكم احتجاج النسويات على نطاق واسع. في اليوم التالي احتجت النساء في البرلمان بارتداء الجينز وحمل لافتات كتب عليها: «الجينز: مبرر للاغتصاب»، ثم حذا مجلس شيوخ كاليفورنيا حذوهن. وعلى الفور قامت باتريشيا جيجانز المدير التنفيذي لجمعية لوس أنجلوس للعنف ضد المرأة بعمل يوم سنوي لارتداء الجينز كرمز للاحتجاج على التعامل الخاطئ مع الانتهاكات الجنسية، وفي 2011 اعتبرت 20 ولاية أمريكية على الأقل 27 أبريل مناسبة سنوية للتعبير عن احتجاجهم بارتداء الجينز. عام 2008 ألغت المحكمة الإيطالية العليا ما وصلت إليه ولم تعد تعتبر ارتداء الجينز مبرراً لجريمة الاغتصاب.
عام 1996 عدلت إيطاليا قوانين الاغتصاب؛ لتغلظ عقوبة الاعتداء الجنسي وتعيد تصنيفه من جريمة أخلاقية إلى جناية.
بعد التغطية الإعلامية لحالات من الختان الفرعوني أجريت بواسطة الممارسين الطبيين ضمن المهاجرين الأفارقة، صدر قانون رقم °7/2006 في 1/9/2006، وتم تفعيله في 1/28/2006 بخصوص «تدابير منع ختان الإناث»، ويعرف بقانون كونسولو، نسبةً إلى جوسيبي كونسولو المروج الأساسي لها. وتقضي المادة 9 من القانون على بالعقوبة على أي ممارسة لختان الإناث وعدم تبريره تحت أي حاجة طبية أو علاجية لمدة تتراوح ما بين 4-12 عاماً (3-7 لأي تشويه أقل من إزالة البظر أو الختان الفرعوني)، وقد يتم تخفيض العقوبة إلى ثلثيها إذا كان الضرر جزئياً أو غير ناجح تماماً، أو رفعها لفترة تصل إلى ثلث فترة العقوبة إذا كانت الضحية قاصراً أو إذا تلقى الممارس مبلغاً مالياً نظير جريمته. تطبق العقوبة على أي شخص من أي جنسية في إيطاليا، حتى ولو كان مقيماً بشكل غير شرعي أو لفترة مؤقتة، وبموجب هذه القوانين فإن أي ممارس طبي يقوم بهذه الجريمة يتم إلغاء ترخيصه الطبي لفترة تترواح ما بين ست إلى عشر سنوات.
مؤخراً أصبحت النسوية الإيطالية أكثر بروزاً لا سيما في عهد سيلفيو برلسكوني رئيس الوزراء، والتركيز على معارضة تشييء المرأة في البرامج التلفزيونية والسياسات.